# Позориште Јерменије
Јерменско позориште датира још пре римског доба и једна је од најстаријих евроазијских позоришних традиција. Поред грчког и римског позоришта, оно је једно од најстаријих позоришта на свету.   Древни и омиљени облик позоришне уметности је лирска (дубинска) драма, која је извршила утицај на фолклор народа Блиског истока, Балкана и Апенина . У оквиру овог културног контекста формирала се и јерменска народна и мистична драма, коју карактеришу њени елементи игре. Иако антички позоришни систем није сачуван, оставио је језичке трагове.

## Историја

### Древно јерменско позориште
Јерменско позориште има своје корене у позоришту античке Грчке, и био је природан развој древних верских ритуала, када су ангажовани професионални гусани (трубадури), певали хвалоспеве племићким прецима у дугачким стиховима. Певачи тужбалица или трагичари били су познати као вогбергуси, а они који су учествовали у свечаним церемонијама звали су се катакагусан (комичари).
Историја јерменског позоришта почиње око 70. године пре нове ере. Према Плутарху, прво историјски познато позориште у Јерменији изграђено је за време владавине Тиграна Великог . У Дијарбакиру је отворио велико јавно позориште 69. п. н. е., четрнаест година пре Помпејевог првог јавног позоришта у Риму .
Тигранов син, Артавазд II, написао је неколико грчких трагедија, говора и историјских коментара који су преживели до другог века нове ере Артавазд је изградио друго стално јавно позориште Јерменије у старој престоници Арташату. Ту су се редовно производиле Еурипидове трагедије и Менандрове комедије. Сматра се првим јерменским драматургом и директором класичног јерменског позоришта. Плутарх помиње да је Еурипидова Баха, коју је режирао Артавазд, тамо представљена 53. п. н. е.

### Јерменско позориште у средњем веку (4-15 век)
Након усвајања хришћанства као државне религије 301. године и јачања ауторитарне владавине, постало је очигледно противљење цркве позоришној уметности. Као пример, добро су документоване проповеди католикоса Хованеса Мандакунија (5. век), које су биле усмерене на позоришну уметност.
Без обзира на то, поред представа јерменских комичара и трагичара, представљене су представе засноване на делима античких драматичара попут Менандроса и Еурипида. Ховхан Мандакуни је потврдио да је, по узору на античке амфитеатре, такође успостављена посебна позоришна структура са посебним седиштима за жене. Популарност позоришних представа навела је свештенство да у црквене ритуале угради позоришне елементе.
Велики напредак у свим областима уследио је након превода Библије (410. не), укључујући и позориште. Али напредак јерменске културе нагло је стао у седмом веку када је арапска инвазија успорила сав напредак. Иако је током осмог и деветог века постојао културни пад, позориште се одржало и опстало. Јерменски историчари тог доба указују на његово живо присуство. Археолошким ископавањима у тврђави Кајцун Берт у Лорију откривене су бројне статуе глумаца и маске животиња и птица, које потврђују описе историчара.
У каснијем делу средњег века, позоришне представе су се такође приказивале у областима Васпуракана, Анија и Киликије . Верује се да су позоришне трупе приређивале и представе на острву Агтамар. На зидовима храма Агтамар из 10. века приказане су две варијанте јерменских позоришних маски, које представљају ликове домаће комедије и кловнова.
Током једанаестог до четрнаестог века, јерменско позориште је наставило да унапређује и унапређује своје драмске стилове у јерменско-киликијском подручју. Позориште миме се очистило од еротских ексцеса, Трагичко позориште је обогаћено ангажовањем тема из епике, а Стрип позориште је сатирирало друштвене слојеве. Прва сачувана дела јерменске драме, укључујући драмску песму Хованеса Јерзнкација и „Адамову књигу“ Аракела Сјунеција, такође датирају из овог доба.
Пропадање је почело падом последњег независног јерменског краљевства, династије Лузињан у Киликији 1375. године.

### Јерменско позориште у 15-18 веку
Појава новог јерменског позоришта догодила се у 17-18 веку. Разне позоришне групе расуле су се по целој Малој Азији, одлазећи у аутономне јерменске провинције. Шарден, француски светски путник, у свом Лес Мимес де л'Ориент, даје детаљан опис представе којој је присуствовао у Јерменском мим театру у Јеревану, Јерменија, 1664. године. У то време Јерменија је била под персијском влашћу. Шарденов извештај открива да је традиција Гусана још увек била жива са мимиком, праћеном музиком, певањем и плесом, слично опери.
Од 1668. основана су јерменска школска позоришта, како црквена тако и световна, у градовима у којима су живеле јерменске заједнице, као што су Лавов, Венеција, Беч, Цариград, Мадрас, Калкута, Тбилиси, Москва и Дони Ростов. Ова позоришта, класичне оријентације, изражавала су идеале народноослободилачког покрета. Нарочито је сачувана представа „Пасије светог Хрипсима“, која је постављена 1668. у јерменској школи у Лавову.
У осамнаестом веку, оригиналне драме и преводи европских драма објављени су на класичном јерменском. Привлачиле су само секуларну публику, и као резултат тога су ретко извођене, али су коришћене у школама за изучавање класичног јерменског. Драме је писало свештенство, а изводили ученици. Пионирски напори мехитариста омогућили су значајан корак у развоју западнојерменског позоришта.

### Јерменско позориште у 19. веку

#### Западна Јерменија
Већ 1810. године у Цариграду, који је важио за културни центар западних Јермена, изводе се прве јерменске представе под диригентском управом Мандикана. Историјски значај имао је „Јерменско позориште“ Ованаса Гаспарјана (1846-1866), које је сачувало традиције древног јерменског позоришта.
Године 1855. Срабион Хекимијан је основао прву западнојерменску аматерску позоришну групу, а годину дана касније Бешигташлијан је организовао групу аматера који су наступали у Лусавошкој школи. Њихов успех је довео до изградње нових школских сала и позоришта у разним деловима Цариграда. Турци, чији је увод у јерменско позориште било у домовима јерменских пријатеља, убрзо су видели јерменске глумце и на турским позорницама. Верује се да су Јермени одиграли главну улогу у рађању савременог турског позоришта.
Драматичари с краја деветнаестог века поставили су снажан преседан за оне који су следили. Велики драматурзи су напредовали са новим стиловима и раним траговима новог народног језика. Бедрос Туријан (1852–1872), заслужан је за ослобађање јерменског класицизма у народној употреби. Упркос свом кратком животу, написао је најмање 10 драма и неколико песама, од којих су неке изгубљене у пожару.
Најистакнутији сатиричар јерменске сцене је Хагоп Баронијан. Из сиромашне породице са минималним образовањем, Баронијанов сјај омогућио му је да савлада неколико језика, читајући класике на грчком, француском и италијанском. Његове најпознатије драме су Брат Балтазар, Часни просјаци и Абисогом Ага. Попут Молијера, он сатире људску похлепу, сујету и лицемерје, користећи своју духовитост са разорним ефектом.
Најзначајнији западнојерменски класични драматург био је Левон Шант (1869–1952), чији је стваралачки одлив трајао пола века кратким причама, песмама, есејима, уџбеницима и драмама. (1869–1952) Био је дипломата и просветитељ, али његова права слава почива на моћним драмским делима. Шант је рођен у Истанбулу, а рано образовање стекао је у Турској. Касније је студирао на Геворгиан Јемаран (академији) у Вагаршапату, као и на универзитетима у Јени, Лајпцигу и Минхену. Шант је преживео геноцид над Јерменима од стране Турака Османлија, јер је у то време предавао на Кавказу. Његове најпопуларније драме су: Древни богови, (1909) Цар, (1914), Оковани (1918), Принцеза палог замка (1921) и Ошин Пејл (1929). Као и Шекспирове хроничне драме извучене из енглеске историје, Шантове најпопуларније драме бележе кључне периоде јерменске историје. Он је први јерменски драматург који је користио експресионизам и вешто црпео из митологије и спајао је са реализмом, као што је илустровано у Древним боговима. Са успостављањем совјетске власти у Јерменији, Шант је живео у егзилу у Француској, Ирану, Египту и Либану. Када је Либан постао његово стално пребивалиште, он и његов пријатељ из времена Џемарана, Никол Агбалијан, основали су јерменски Џемаран у Бејруту, где је био председник двадесет година. Године 1930. помогао је чувеном глумцу и редитељу Каспару Ипекијану у формирању прве јерменске позоришне групе у Бејруту. Године 1941. Шант је поново помогао Каспару Ипекијану у формирању првог сталног позоришног друштва у дијаспори, познатог као Каспер Ипекијан Хамазкаин Тадеракхумб ( The Цаспар Ипекиан Натионал Тхеатре Гроуп), а његова прва продукција била је Шантова Принцеза из палог замка. Шантове драме постале су редован део његовог репертоара од 1942. до његове смрти 1951. године, када је сахрањен у Бејруту.

#### Источна Јерменија
Јермени са Кавказа су уживали већу слободу да развијају своју уметност него Јермени у Отоманском царству током раног двадесетог века. Као резултат тога, развој источнојерменске драме нашао се на Кавказу под различитим околностима. Њен оснивач, Харутјун Аламдарјан, организовао је 1834. године аматерску позоришну групу у Тифлису и поставио неколико европских представа.  Његов ученик, Хачатур Абовјан, написао је прву драму модерног источнојерменског дијалекта, Агхчеган Сера, (Девојачка љубав), а извела га је група. Други ученик Аламдаријана, Галоуст Шермазаријан, написао је сатиричну драму Карапет Епископоси Араркнера (Дела епископа Карапета). Након њеног извођења, морао је да побегне из земље јер је увредио свештенство и владине званичнике својим урнебесним ударцима на обе институције. Године 1860. Геворг Цхимусхгиан је организовао професионалну позоришну групу на Кавказу. Савремена јерменска позоришта изграђена су у Тбилису, Бакуу, Нор Нахичевану, Гјумру, Карсу и Јеревану . За мање од двадесет пет година јерменски писци су произвели драме књижевне и уметничке вредности. Био је то разноврстан репертоар оригиналних дела и квалитетних превода европских ремек-дела.
Највећи источнојерменски драмски писац касног деветнаестог века био је Габријел Сундукиан (1825–1912). Сундукиан је рођен у Тифлису, а као резултат студија у Француској и Русији научио је француски, италијански и руски, као и класични и савремени јерменски. Бриљантан књижевник, његове драме нуде широк опсег људске природе, њених слабости и врлина. Био је први драматург који се бавио јерменском средњом и нижом класом, а његова драма Пепо спада међу најизвођеније комаде у Јерменији. Године 1921. основано је прво државно позориште у Јеревану, Јерменија, и названо Сундукиан театар, у његову част. Његова друга велика дела укључују Срам, Кихање ноћу је добар знак, Мужеви, Љубав и слобода. Дереник Демирчијан (1877–1956) и Александар Ширванзаде (1858–1935) били су драмски писци који су већ били познати пре комунистичког преузимања Јерменије. Остали су у Јерменији и тамо наставили свој стваралачки рад до краја живота. Демирчјан, савременик Левона Шанта, био је плодан романописац, песник и драматург. Његова најпопуларнија драма, Назар Храбри (Кај Назар, 1923), сатире буржоаски морал и веома је успешно адаптирана за филм. Александар Ширванзаде, као и његови колеге, писао је у многим жанровима. Његове драме разоткривају друштво у којем доминирају похлепа, сујеверје и лицемерје, показујући дубоку бригу за истину и правду. Његове драме, Хаос, Намус, Зли дух, и Ради части и даље се често изводе. Његова мајсторска употреба реализма прожима конфликтна питања у драми Ради части.
Убрзо након што је Сундукиан театар стекао значај, многи истакнути глумци из иностранства, укључујући и оне чија је репутација цветала у Западној Јерменији, отишли су у Јереван да се придруже његовом репертоару. Они су допринели значајном напретку у његовом репертоару, који је укључивао јерменске драме и преводе класичних, европских и америчких драма. Његов савремени репертоар је богато разнолик са понудом јерменских превода светски познатих драматичара.
Глумци чији су ловори били изузетни портрети Шекспирових ликова били су Петрос Адамијан и Вахрам Папазијан . Адамианова специјалност била је улога Хамлета, коју је на руским и француским позорницама тумачио на јерменском језику. Сматра се да је Вахрам Папазијан играо Отела 3.000 пута на јерменском, руском и француском језику. Папазијан је био родом из Истанбула, а другу половину свог живота провео је у Совјетској Јерменији (1888–1968).
Тренд „бретелица“ (глумице које играју мушке улоге) инфилтрирао се у јерменско позориште када је глумица Сирануш (1857–1932) играла улогу Хамлета 1902. године. Играла је европске и јерменске улоге, као и друге шекспировске улоге, али њени портрети Хамлета били су стални део њеног репертоара током њене тридесетогодишње владавине јерменском сценом. Њена каријера на јерменској сцени трајала је дуже од каријере било које друге јерменске глумице. Она и Вахрам Папазијан наступили су у делу Цара Левона Шанта 1916. године када се први пут појавио на тифлиској сцени. Папазијан је играла Охана Гургена, а она је играла улогу Теофана.
Убрзо након што је Енглеска основала Шекспирову фондацију, Шекспиров центар при Институту уметности основан је у Јеревану, Јерменија. Од 1850-их постојало је најмање 50 преводилаца Шекспирове драме, али до данас преводилац чија је изврсност још увек без премца је каријерни дипломата рођен у Ирану, школован у Паризу, Хованесс Массехиан (1864–1932). Поред јерменског, течно је говорио енглески, француски, персијски, руски, немачки, арапски и турски . Његов најранији превод био је Хамлет 1894. године, а током година које су уследиле превео је Ромеа и Јуиета, Венецијанског трговца, Отела и Магбета . Када је умро, откривено је још више његових превода: Много буке око ничега, Бура, Јулије Цезар и Кориоланије . Масехиан је био ретка особа која је служила као ирански амбасадор у Лондону и Берлину током своје каријере у владиној служби.

### Јерменско позориште 1900-1960
Током година 1905-1907, јерменско позориште је доживело значајан успон. У периоду од 1890. до 1900. године, јерменски аматерски наступи су организовани у радничким четвртима већих градова попут Тбилисија и Бакуа. Касније су основана народна позоришта у којима су глумци аматери и професионалци.
У Тифлису су се појавила јавна позоришта, укључујући „Авчаљанску дворану“ (1901), „Мурашко позориште“ (1902), „Позориште Араксјан Хавлабарјан“ (1903) и „Народни дом по имену Зубалов“ (1909).
У Бакуу су, поред народних кућа у радничким четвртима, деловале и јерменске драмске групе. Јерменске аматерске позоришне трупе представиле су јавне наступе у градовима као што су Јереван, Александропољ, Батум, Шуши и Елизаветпољ (Кировабад). Ова позоришта и трупе су постављала класична и модерна драмска дела за ширу публику, нудећи приступачне цене улазница. Неколико ових позоришта наставило је са радом све до избијања Првог светског рата 1914. године.
Раду народних позоришта допринели су различити глумци и редитељи, укључујући личности попут Погоса Араксијана, Амо Харазјана, Григора Тер-Григорјана, Вахана Галстјана, М. Гавроша, Давита Гулазјана и других.
Током 1910-их, нови глумци су се појавили као мајстори сцене, укључујући Хасмика, Исаака Алихањана, Петроса Адамјана, Олгу Гулазјан, Кнарика, Микајела Манвелијана, Аршака Мамикоњана, а касније и нове глумце попут Аруса Воскањана, Вахрама Папазјана и Хованеса Зарифјана. У тој ери се појавио и нови драмски писац, Левон Манвелијан.
Међутим, развој националног театра су ометала политичка ограничења, национални притисци, недостатак материјалне и организационе подршке и цензурна ограничења у развоју сценске уметности.
Најдубљу кризу позориште је доживело током 1918-1920.
Током раног двадесетог века, Јерменско уметничко позориште у Њујорку изводило је продукције Шекспирових комада под управом Хованесса Зарифиана до 1937. године када је он умро. Деценију касније, Елија Киматијан, бивши глумац групе Зарифиан, режирао је и поставио Венецијанског трговца у Њујорку са Позоришном групом Јерменске омладинске федерације коју је организовао. Групу је формирао почетком 1940-их и имао је низ успеха до средине 1960-их.
Главни извор јерменских интелектуалаца у историјској прошлости Јерменије била су дела Вилијама Шекспира. 

## Рукописи у Матенадарану
У Матенадарану је похрањено мноштво рукописних података о позоришту. Јерменско позориште има историју дугу преко 2000 година. Грчки историчар Плутарх сведочи да је 53. п. н. е. у Арташату постављена Еурипидова драма „Баке“, а јерменски Артавазд Б је компоновао трагедије. Радови јерменских историчара садрже доказе о оригиналним народним позориштима која су деловала у Јерменији у наредним вековима, а неки минијатурни рукописи сачували су слике маскираних глумаца. Један такав вредан тестамент је рукопис из 1286. године, који приказује глумца пантомиме са двоструком маском на глави и који је припадао јерменском краљу Хетуму II.
Хроничар Ховхан Мандакуни из 5. века, заједно са Давитом Кертогом, а касније Товмом Артсрунијем (9.-10. век), и другима, дају значајне увиде у позориште. Њихови извештаји потврђују да је позориште наставило да напредује иу каснијим вековима.